# Prawo wychodu
Prawo wychodu w dawnej Polsce – prawo chłopa do opuszczenia wsi należącej do pana feudalnego. Wykształciło się w okresie lokacji wsi na prawie niemieckim i prawie polskim.
Chłop osiadły we wsi na prawie niemieckim mógł opuścić wieś kiedy chciał, ale musiał wcześniej doprowadzić gospodarstwo do porządku, obsiać ziemię, uiścić roczny czynsz i pozostałe świadczenia lub dać zastępcę. Od XV wieku miał obowiązek zarówno uiszczenia czynszu, jak i wskazania zastępcy.
Słabsze prawo wychodu przysługiwało chłopom osadzonym na prawie polskim. Mogli oni opuścić wieś raz do roku, w grudniu, blisko Bożego Narodzenia. Chłop powinien wtedy uprzedzić właściciela wsi, obrobić ziemię, uporządkować gospodarstwo, oddać inwentarz i zboże, które otrzymał, gdy obejmował gospodarstwo oraz uiścić specjalną opłatę (tzw. „wstanne”) lub przedstawić zastępcę.
Ograniczone prawo wychodu przysługiwało chłopom ze wsi nowo lokowanych, którzy skorzystali z tzw. „wolnizny” (nie płacili czynszu przez pierwsze lata zamieszkiwania w nowo założonej osadzie). Osadnicy ze wsi lokowanych na prawie polskim, mogli – według statutów Kazimierza Wielkiego – opuścić wieś po tylu latach, przez ile korzystali z wolnizny. We wsiach na prawie niemieckim mogli odejść wcześniej, jeśli zapłacili czynsz za tyle lat, ile brakowało do spłacenia wolnizny. 
W XIV wieku i XV wieku szlachta ograniczyła uprawnienia chłopów. Statut wiślicki Kazimierza Wielkiego przyznał prawo opuszczenia wsi – bez konieczności uzyskiwania zgody właściciela wsi – jednemu lub dwóm chłopom rocznie. Natomiast statut warcki z 1432 zabronił chłopom opuszczenia gospodarstw w okresie wolnizny.
Jednakże nawet cała wieś mogła odejść od właściciela wsi, gdy ten:
- zgwałcił żonę lub córkę chłopa,
- została na niego nałożona ekskomunika, przez co chłopi nie mogli korzystać z posług kapłańskich,
- skazano go i wszczęto egzekucję jego długu (np. kary grzywny) z gospodarstw chłopskich.

Dlatego w statutach Kazimierza Wielkiego można przeczytac:

Postanawiamy, że gdy od nas albo od którego z naszych poddanych kmiecie w nocy zbiegną z dziedziny [ziemi], tedy wszystkie rzeczy, które pozostawią w swych domach, przypadną panu dziedzicowi. A pan, u którego zbiegowie się schronią, kmieci owych z całym dobytkiem zwróci, nadto zapłaci karę piętnadzieścia.
A ma to być zachowane wówczas, gdy owi kmiecie nie mieli z powodu pana, od którego uciekli, żadnej z wymienionych uciążliwości cierpieć. Po pierwsze, gdy pan za swoje winy będzie wyklęty, z którego by powodu ziemianie jego byli pozbawieni sakramentów świętych. Po wtóre, gdy pan gwałt zada w swych dobrach jakiejś dziewce lub niewieście, gdy to wyjdzie na jaw, tedy nie tylko rodzina owej zniewolonej, ale i cała wieś, nie tylko w nocy, ale i jawnie za dnia mogą odejść, a pan nie może ich zatrzymać. Po trzecie gdyby kmieci ociążono za winy pana, mogą od niego zbieżać.
Ale z wyjątkiem tych przypadków kmieć odejść nie może, jak tylko gdy dom zbuduje, ogrodzi, dobrze obsadzi. A gdy taki chłop przyjmie od pana wolniznę, tedy za tyle lat, ile z wolnizny korzystał ma panu czynsz zapłacić według polskiego prawa. A jeśli siedzi na niemieckim prawie, też odejść nie może, aż zapłaci za tyle lat, ile z wolnizny korzystał. A jeszcze nie może odejść prędzej, nim na swoje miejsce znajdzie takiego bogatego kmiecia jako i on sam, rolę obsieje oziminą, pola oporządzi wszystkie – wówczas może odejść.

Jeśli chłop opuszczał wieś, porzucając gospodarstwo i nie dając zastępcy, nazywano to „zbiegostwem”. Było ono powszechne w dobie średniowiecza. Wykształciła się więc instytucja rękojemstwa kmieci. Dzięki niej właściciel wsi, do którego uciekł chłop, mógł spłacić jego dług u poprzedniego właściciela. 
Od końca XV wieku chłopi utracili prawo wychodu, co było związane z rozwojem pańszczyzny, przywiązaniem chłopa do ziemi i poddaństwa chłopów.